# 伊利雅胡·高德拉特
艾利·高德拉特（英語：Eliyahu M. Goldratt，1947年3月31日—2011年6月11日），是以色列的一名管理学家，限制理論的创始人。

## 著作
- 描述生产线瓶颈及系统流程优化的小说《目标》(英語：The Goal)（1984年）
- 描述分销管理、供应链及如何破解冲突等问题为主线的小说《决不靠运气》(1994年)
- 繼《目标》(英語：The Goal)之後，他還寫了暢銷書《絕不是靠運氣》、《關鍵鏈》、《仍然不足夠》等書